# Дмитрієвка (Бугурусланський район)
Дми́трієвка (рос. Дмитриевка) — село у складі Бугурусланського району Оренбурзької області, Росія.

## Населення
Населення — 351 особа (2010; 376 у 2002).
Національний склад (станом на 2002 рік):
- росіяни — 65 %